# Alphons Boosten

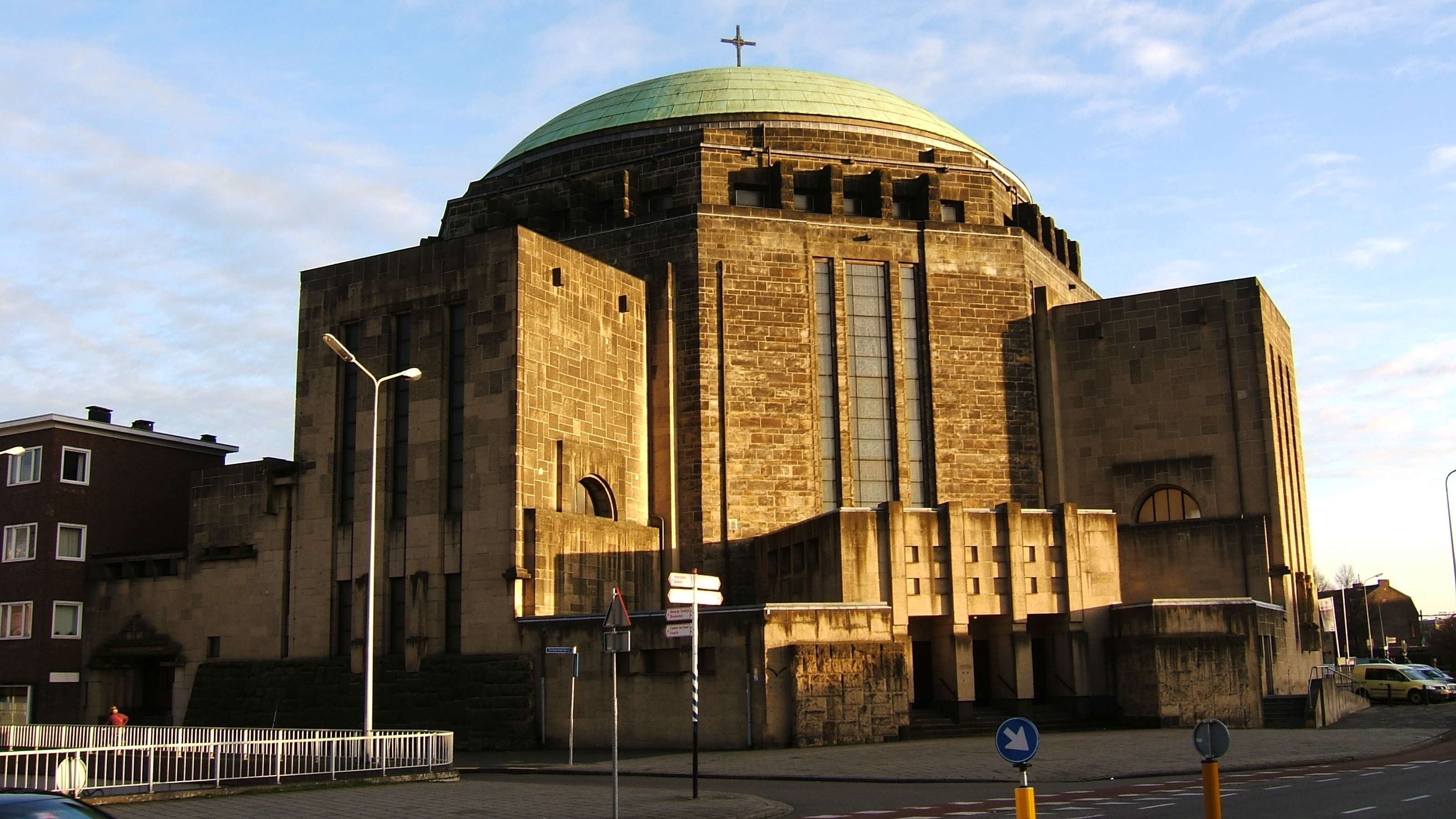
Maastricht : Église du Sacré-Cœur de l'enfant Jésus ('Koepelkerk')

Alphons Jean Nicolas Boosten (20 janvier 1893, Maastricht – 2 janvier 1951, Utrecht) est un architecte néerlandais du XXe siècle, spécialisé dans l'architecture d'église. Il a été particulièrement actif dans la province du Limbourg aux Pays-Bas.

## Biographie
Alphons Jean Nicolas Boosten est né le 20 janvier 1893 à Maastricht aux Pays-Bas. Il est issu d'une famille d'imprimeurs.
Il poursuit des études d'architecture à l'école d'architecture d'Amsterdam. En 1920, il s'associe avec Jos Ritzen et fonde un cabinet d'architectes avec des bureaux à Maastricht et Heerlen. Sa première importante commande est la réalisation de l'église du Sacré-Cœur de l'enfant Jésus (« Koepelkerk ») à Maastricht en 1921. Vers la même période, le duo d'architectes est mandaté pour la conception d'une nouvelle église à Eygelshoven. La réalisation de ces deux églises a suscité la critique à cette époque, car leur architecture de style néo-gothique était considérée comme très moderne et anti-conformiste.
Malgré les critiques, les deux églises ont été construites, même si l'église du Sacré-Cœur de Maastricht n'a pas été achevée comme initialement prévu.
Le style original de Boosten et Ritzen ne fait pas l'unanimité, notamment auprès des représentants très conservateurs du clergé, et ce en dépit du soutien des architectes néerlandais contemporains. En 1924, le duo cesse son association. Ritzen s'installe à Anvers où il poursuit brillamment sa carrière d'architecte avec un grand succès. Tandis que, Boosten continue seul à Maastricht.
À partir de cette période, Boosten se diversifie en réalisant d'autres monuments ou édifices que des églises, à savoir des écoles ou des maisons pour des particuliers. En 1924, il conçoit par exemple la villa d'un médecin généraliste à Nieuwenhagen, avec l'aide de Henri Jonas qui assure la décoration d'intérieur de la villa. Il conçoit un quartier complet dans la ville de Brunssum. Il est également sollicité pour la réalisation d'édifice religieux tel que l'église de Kerkrade-Bleijerheide, mais les spécifications architecturales lui sont imposées. À partir de là, le succès dans l'architecture d'église s'amplifie et Boosten reçoit plusieurs commandes : l'église de Broekhem, les églises de Genhout et Heerlen-Heksenberg, les églises de Stein et Keent, les églises d'Arnhem et Bunnik, l'église de Zwevegem en Belgique, et les chapelles à Schiedam et Nimègue.
Après la Seconde Guerre mondiale, de nombreuses églises détruites ou endommagées dans la province du Limbourg nécessitent des travaux de reconstruction et de restauration. Boosten est certainement l'architecte qui a été le plus sollicité pour ce type de travaux dans la région.
À l'apogée de sa carrière, il décède lors d'une opération chirurgicale le 2 janvier 1951 à Utrecht.

## Galerie des œuvres architecturales

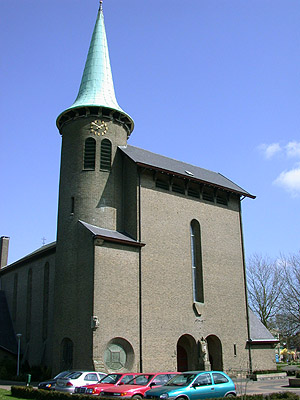
Genhout : Église Saint Hubert
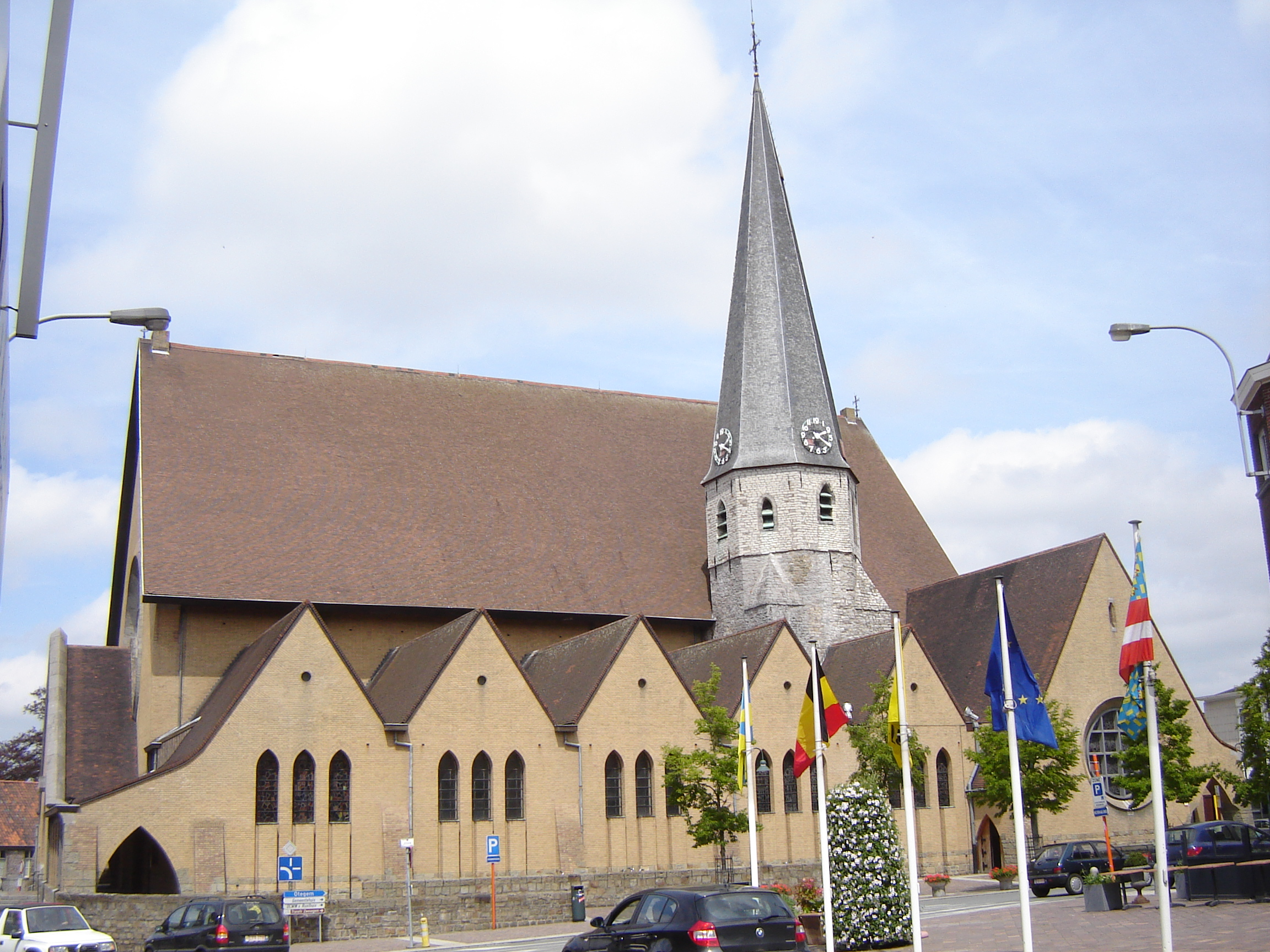
Zwevegem (Belgique) : Église Saint Amand
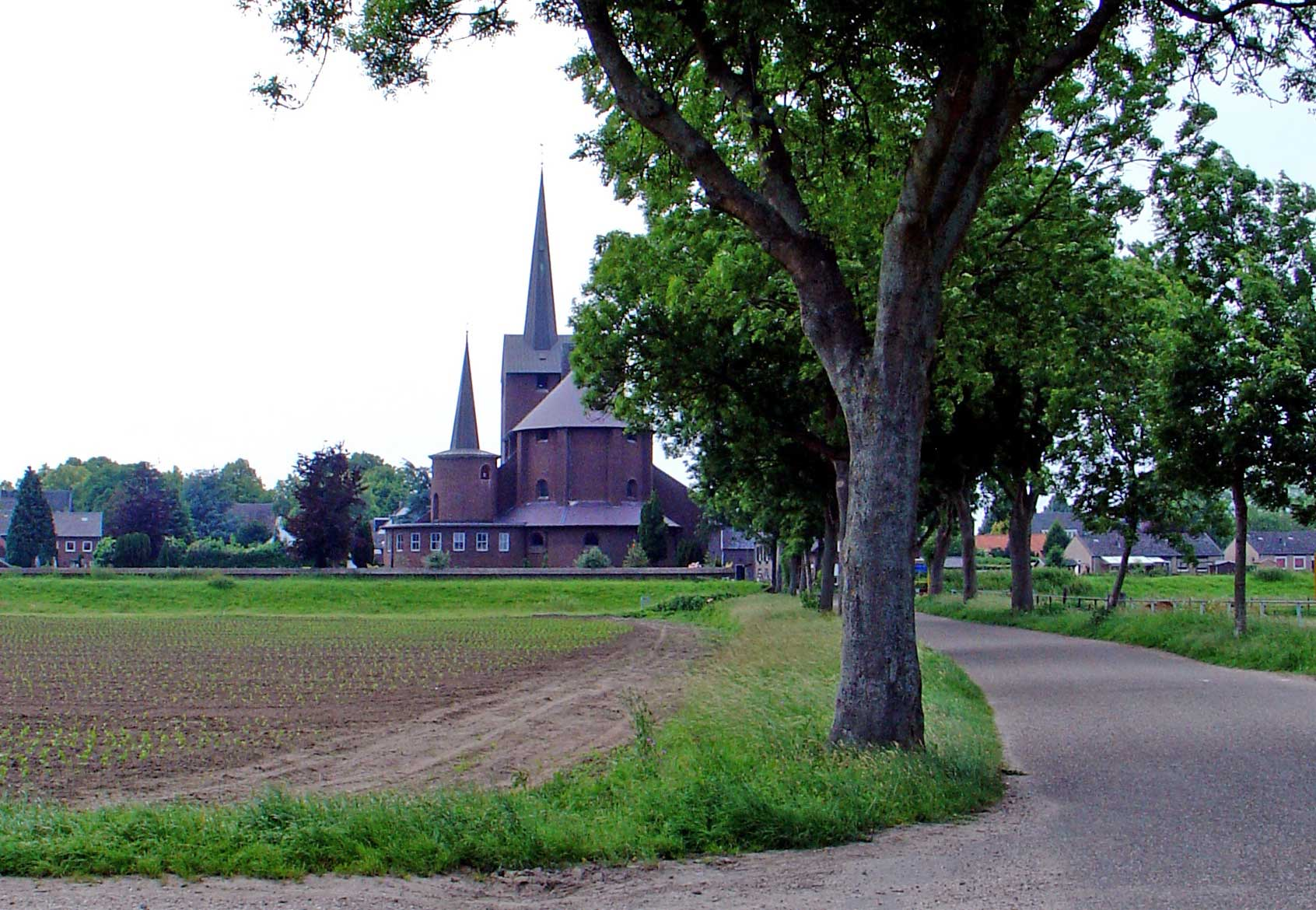
Grubbenvorst : Notre Dame de l'Assomption
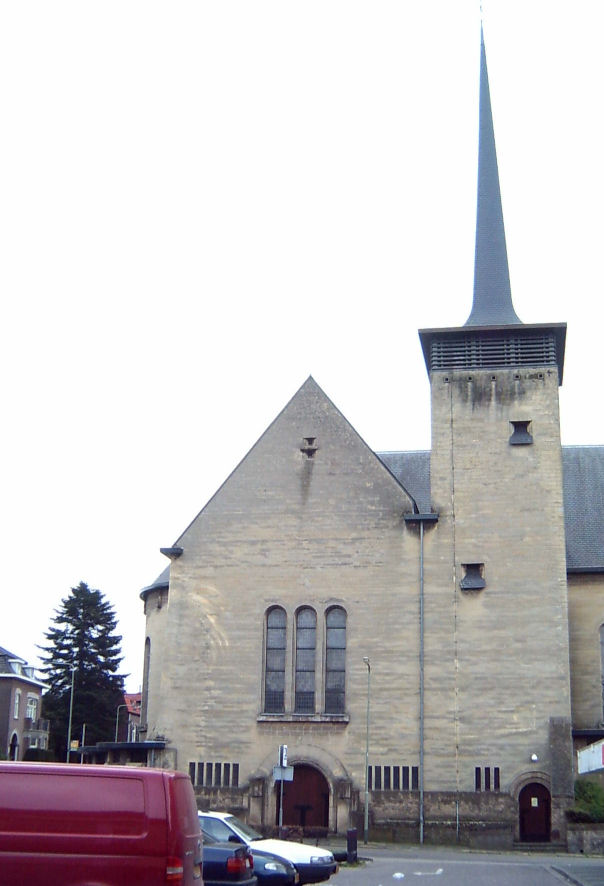
Fauquemont-Broekhem : Église Saint Joseph
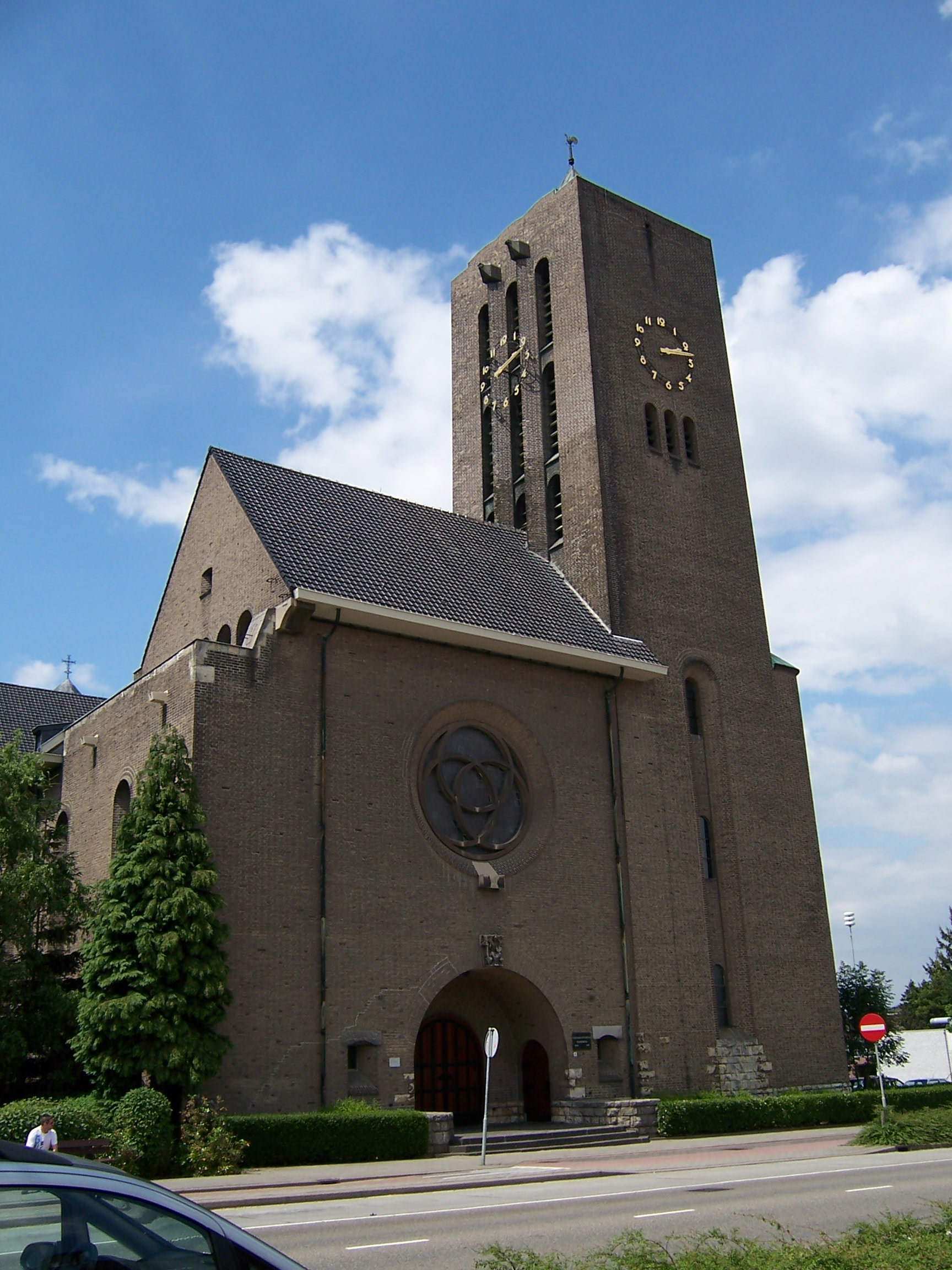
Heerlen-Heksenberg : Église Saint Gérard-Majella
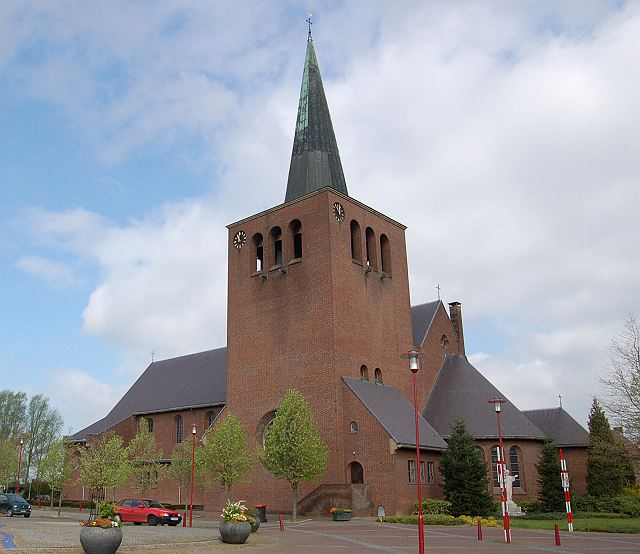
Baexem : Église Saint Jean-Baptiste
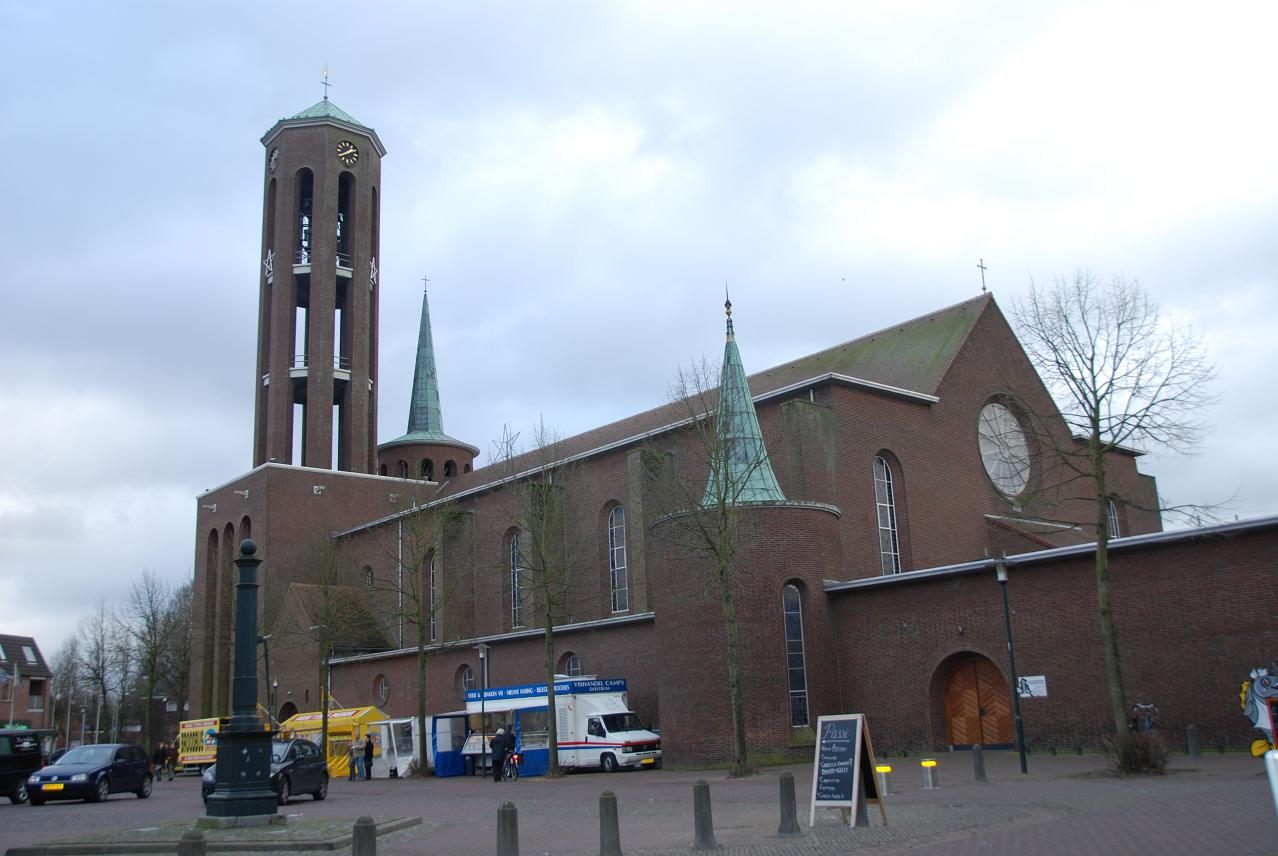
Horst : Église Saint Lambert